# Käthe Limbach
Käthe Limbach (* 19. Februar 1915 in Saarbrücken als Käthe Westenburger; † 4. September 2003 ebenda) war eine deutsche Widerstandskämpferin gegen den Nationalsozialismus und Mitglied der KPD. 

## Leben
Käthe Westernburger wuchs in Saarbrücken als Tochter einer kommunistischen Arbeiterfamilie auf und war schon früh in kommunistischen Vereinen aktiv. So war sie Jungpionier und dann Mitglied im Kommunistischen Jugendverband Deutschlands (KJVD). Im Abstimmungskampf engagierte sie sich in der Einheitsfront. Nach der Angliederung des Saargebiets an das Deutsche Reich verblieb sie in Saarbrücken. Walter Brückner, der Vorsitzende  der illegal im Saargebiet operierenden KPD schlug ihr vor, den Verband der Jungkommunisten zu reaktivieren und zu leiten. Sie beteiligte sich am Flugblattschmuggel und wurde im August 1935 erstmals verhaftet und zu zweieinhalb Jahren Haft verurteilt, die sie zunächst in Saarbrücken und dann in Frankfurt am Main verbüßte. 
Als sie 1938 entlassen wurde, waren ihre Eltern als Mitglieder der Roten Hilfe zu Freiheitsstrafen verurteilt worden. Westernburger wurde weiterhin von der Gestapo überwacht, bis sie 1940 im Rahmen des Überfalls auf Polen und des Westwallbaus nach Hessen evakuiert wurde. Dort lernte sie ihren ersten Mann kennen, den sie 1941 ehelichte. Aus der Ehe ging eine Tochter hervor. Als ihr Mann 1942 zum Kriegsdienst eingezogen wurde, kam  sie zurück nach Saarbrücken. Im Oktober 1944 wurde sie ausgebombt und nach Thüringen evakuiert. Dort kam ihre zweite Tochter zur Welt. Nach dem Krieg kehrte sie mit ihren Töchtern nach Saarbrücken zurück. Ihr Mann blieb vermisst und wurde 1956 für tot erklärt.
1956 heiratete sie Emil Limbach. Sie selbst war aktiv in der KPD und der Arbeiterwohlfahrt. Zudem war sie Gründungsmitglied der Vereinigung der Verfolgten des Naziregimes – Bund der Antifaschistinnen und Antifaschisten an der Saar, deren Landesvorstand sie Mitte der 1960er angehörte. Bis zu dessen Verbot war sie auch Mitglied des Demokratischen Frauenbunds Deutschland (DFD), der im Saarland erst 1961 verboten wurde. Der KPD blieb sie auch nach dem KPD-Verbot treu, schloss sich dann 1968 der DKP an. In den 1970ern engagierte sie sich in der Friedensbewegung und nahm an den Ostermärschen teil. In den 1980ern war sie zusammen mit Maria Röder und Irene Bernard Veranstalter und Führerin der alternativen Stadtrundfahrten in Saarbrücken, die an Orte der Naziverbrechen führten.
1988 wurde ihr der Saarländische Verdienstorden von Oskar Lafontaine verliehen (amtliche Bekanntgabe am 27. Juni 1989).